# Beautiful Song
A Beautiful Song (magyarul: Csodálatos dal) egy dal, amely Lettországot képviselte a 2012-es Eurovíziós Dalfesztiválon. A dalt a lett Anmary adta elő angol nyelven.
A lett nemzeti döntőben a dal a három szuperdöntős közül került ki. A végeredményt a nézők és a zsűri szavazatainak 50-50%-os aránya alakította ki.
Az Eurovíziós Dalfesztiválon a dalt a május 22-én rendezett első elődöntőben adták elő, a fellépési sorrendben negyedikként a görög Eleftheria Eleftheriou Aphrodisiac című dala után, és az albán Rona Nishliu Suus című dala előtt. Az elődöntőben 17 ponttal a 16. helyen végzett, így nem jutott tovább a döntőbe.
A következő lett induló a PeR Here we go című dala volt a 2013-as Eurovíziós Dalversenyen.